# Mercy-le-Haut
Mercy-le-Haut ist eine französische Gemeinde mit 1.276 Einwohnern (Stand: 1. Januar 2022) im Département Meurthe-et-Moselle in der Region Grand Est (bis 2015 Lothringen). Die Gemeinde gehört zum Arrondissement Val-de-Briey und ist Mitglied im Gemeindeverband Communauté de communes Cœur du Pays-Haut.

## Geographie
Mercy-le-Haut liegt im nördlichen Teil des Départements etwa 16 Kilometer nordwestlich von Val de Briey. Umgeben wird Mercy-le-Haut von den Nachbargemeinden Joppécourt im Norden, Serrouville im Nordosten, Malavillers im Osten und Südosten, Murville im Süden, Preutin-Higny im Süden und Südwesten, Xivry-Circourt im Südwesten und Westen sowie Mercy-le-Bas im Nordwesten.

## Bevölkerungsentwicklung
| Jahr                       | 1962 | 1968 | 1975 | 1982 | 1990 | 1999 | 2006 | 2019 |
| -------------------------- | ---- | ---- | ---- | ---- | ---- | ---- | ---- | ---- |
| Einwohner                  | 315  | 297  | 265  | 271  | 285  | 275  | 248  | 270  |
| Quellen: Cassini und INSEE |      |      |      |      |      |      |      |      |

## Sehenswürdigkeiten
- Pfarrkirche Saint-Salvin, 1847 erbaut
- Pfarrkirche Décollation-de-Saint-Jean-Baptiste in Boudrezy, 1752 erbaut
- Kapelle Notre-Dame-de-Luxembourg (1866)
- Kapelle von Boudrezy (1737)
- Ehemaliges Beinhaus in Boudrezy aus dem 16. Jahrhundert, seit 1987 als Monument historique eingeschrieben

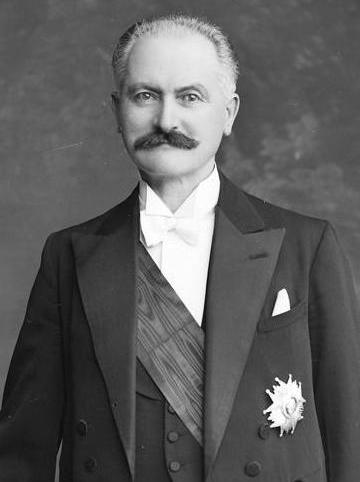
Albert Lebrun (1932)

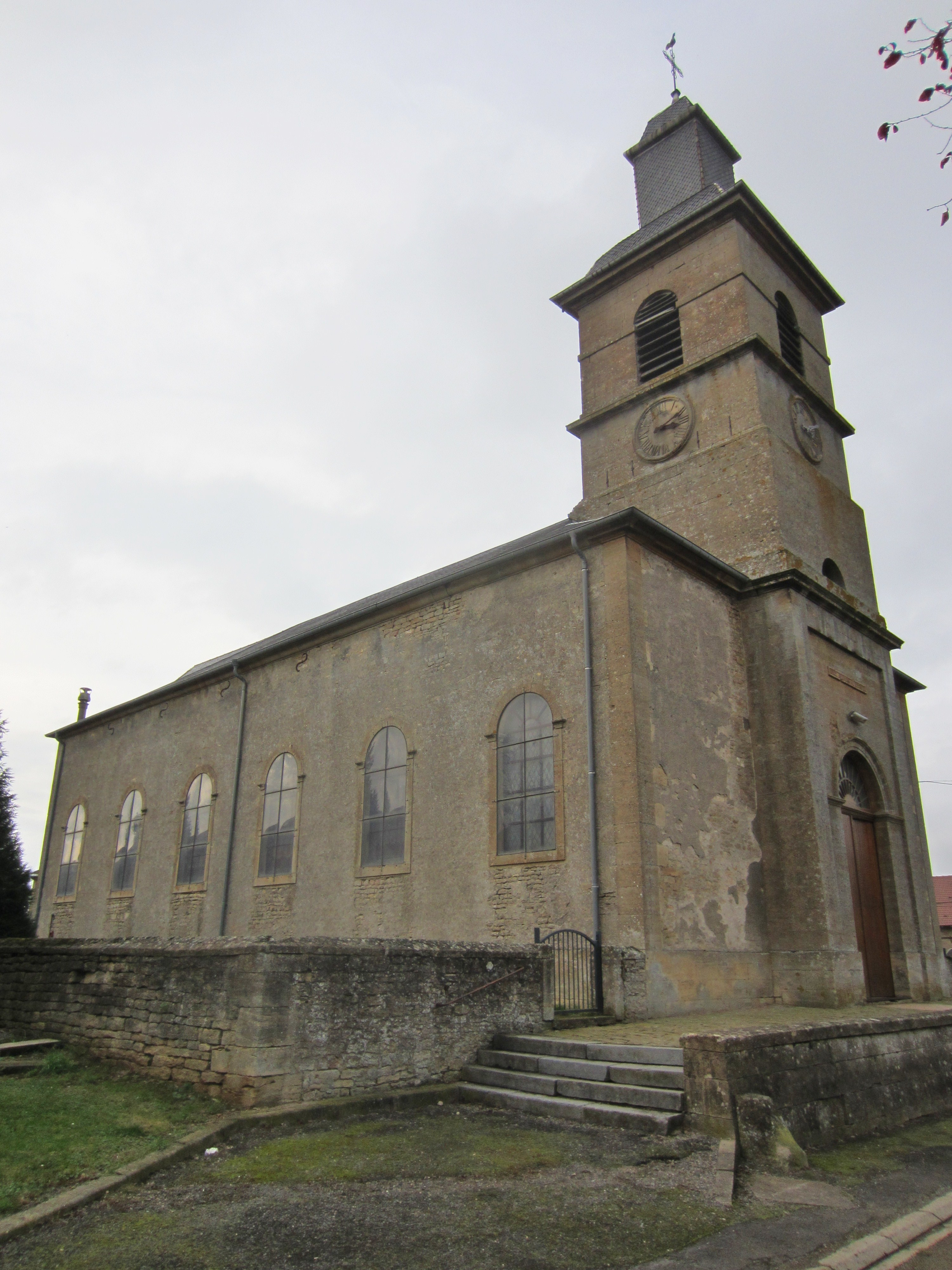
Pfarrkirche Saint-Salvin
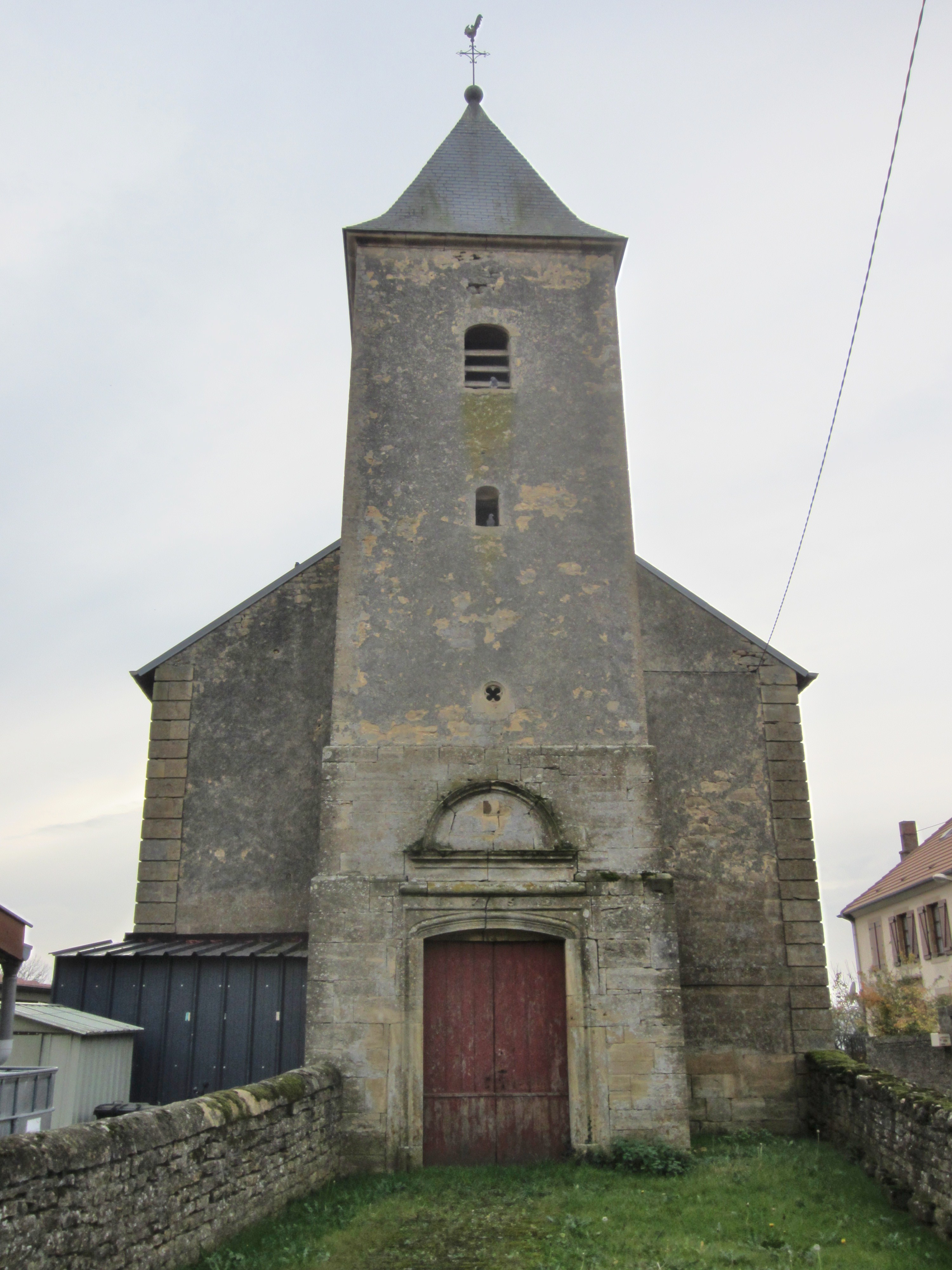
Pfarrkirche Décollation-de-Saint-Jean-Baptiste
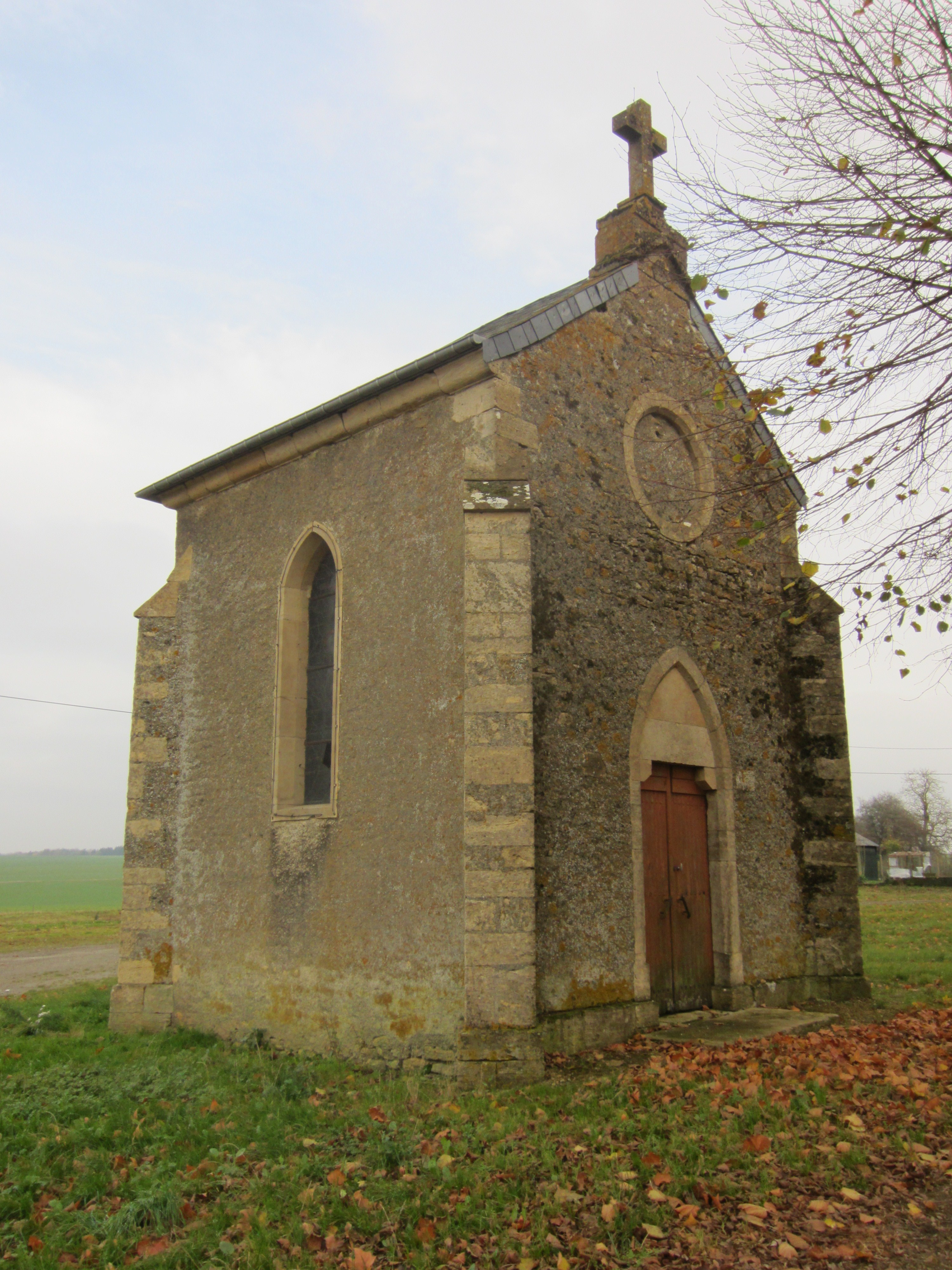
Kapelle Notre-Dame-de-Luxembourg
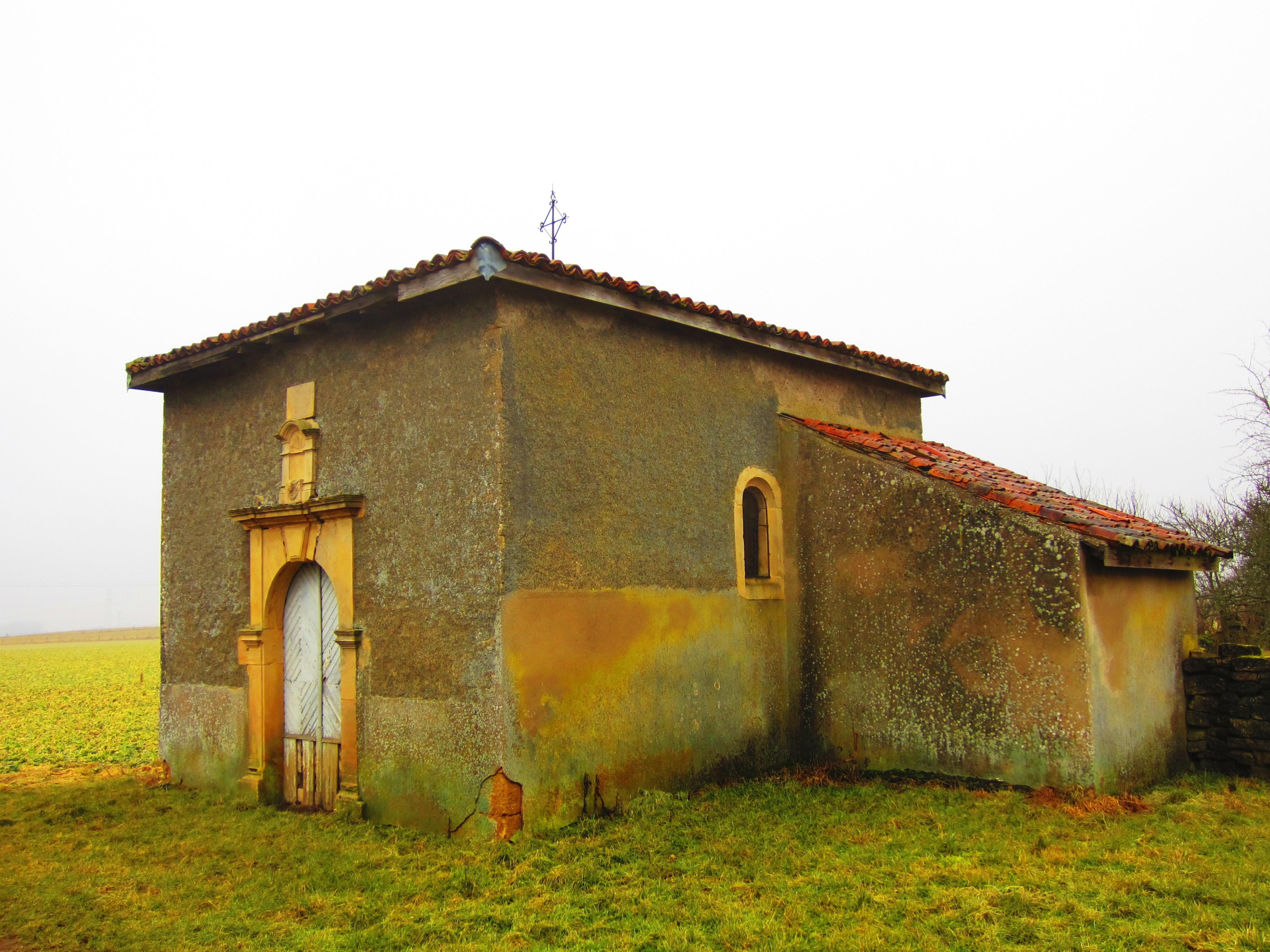
Kapelle von Boudrezy
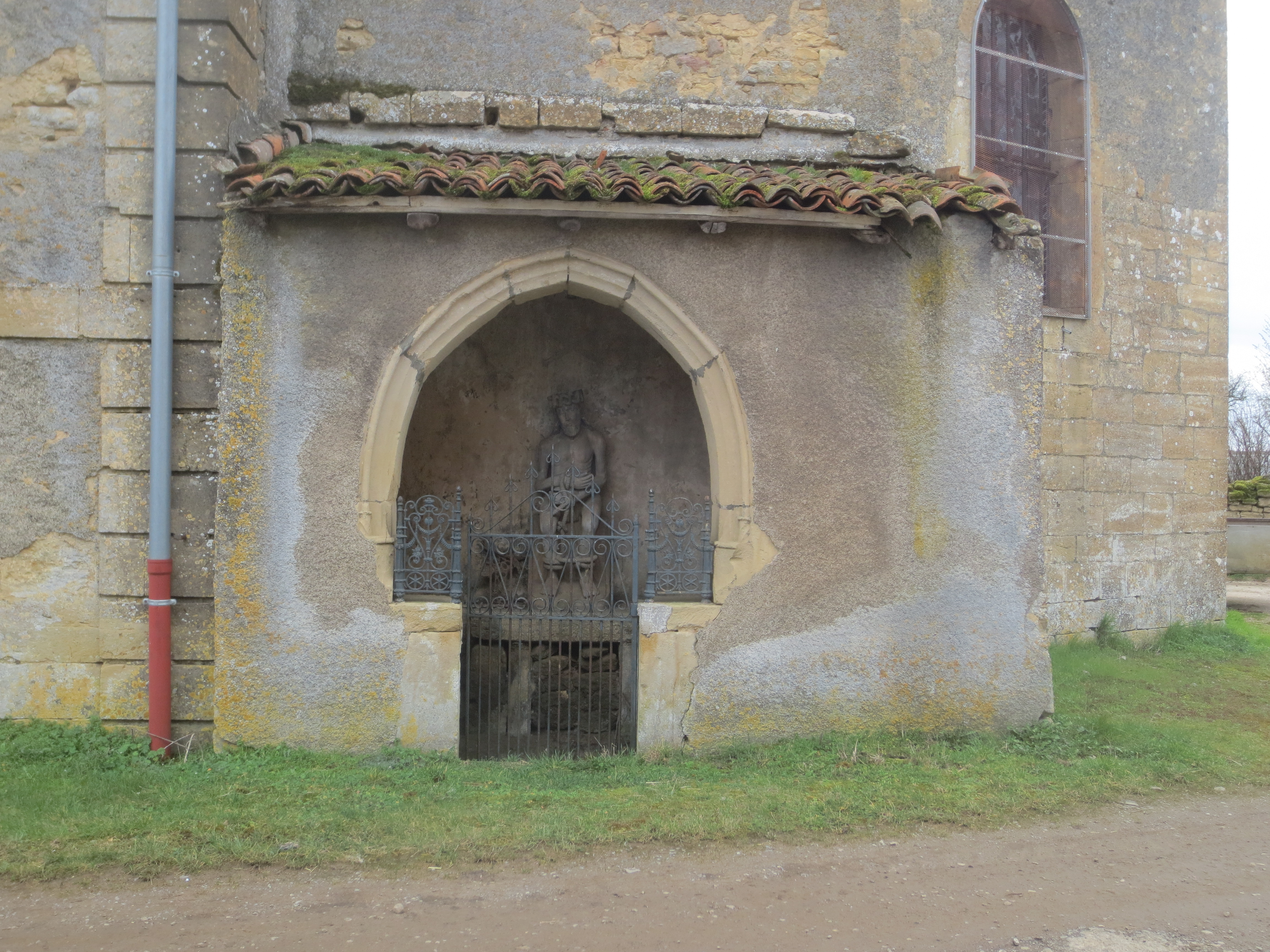
Ehemaliges Beinhaus in Boudrezy

## Persönlichkeiten
- Pierre Brully (1515 oder 1520–1545), calvinistischer Reformator
- Albert Lebrun (1871–1950), französischer Präsident (1932–1940), geboren und bestattet in Mercy-le-Haut